# Valtari
Albums de Sigur Rós
Með suð í eyrum við spilum endalaust
(2008) Kveikur
(2013)
Singles
1. Ekki Múkk
Sortie : 23 avril 2012
2. Varúð
Sortie : 20 août 2012

Valtari est le sixième album du groupe islandais Sigur Rós, il paraît le 28 mai 2012 en Europe.

## Histoire

### L'élaboration
Valtari fut très clairement l'album dont Sigur Rós a eu le plus de difficultés artistiques à accoucher et dont le processus de création est moins naturel que sur les précédents albums.
D'abord les titres sont en majorité d'anciennes compositions que Sigur Rós a sorti des tiroirs pour les retravailler. Mais sessions après sessions, les membres du groupe n'arrivent pas à trouver ce qu'ils veulent. Ils font alors appel à des personnes extérieures comme Daniel Bjarnasson  pour les orchestrations qui empiète alors sur le rôle de Kjartan Sveinsson. Ensuite le groupe se perd et ils laissent alors tomber le projet quelque temps avant de s'y remettre en intégrant Alex Somers, le petit ami de Jónsi avec lequel il compose et joue depuis quelques années.
Le résultat final sonne alors très Jónsi and Alex et un peu moins Sigur Rós. Malgré tout, Georg Hólm a déclaré que c'est le seul album qu'il a eu du plaisir à écouter après l'avoir fini en rentrant chez lui.

### La sortie
La communication autour de l'album a été soudaine. C'est via une interview au magazine Q, qui paraît le 25 mars 2012, que le groupe dévoile ce nouvel album, qu'il s'intitule Valtari et qu'il sort le 28 mai. Ce même jour, sort directement le clip du premier single que le public n'avait encore jamais entendu.
Dès le 1er avril, soit à peine une semaine plus tard, les passagers de la compagnie aérienne islandaise Icelandair peuvent profiter de l'album dans sa totalité lors des vols commerciaux, et ce, jusqu'à sa sortie, le 28 mai.
Une pré-vente de l'album a lieu sur le site officiel à partir du 1er mai, dont une édition très limitée à 300 exemplaires comprenant une couverture inspirée de l'artwork de l'album en 100 % laine islandaise tissée artisanalement à Hvolsvöllur en Islande, qui se trouve épuisée quelques heures après. À la suite de l'engouement pour cet objet, une seconde version de cette édition a vu le jour quelques semaines plus tard, toujours limitée à 300 exemplaires. Elle s 'écoule de la même façon en quelques heures. Elle se distingue par sa couleur et aussi par le fait qu'elle ne sera envoyée que six mois plus tard, le temps de les faire fabriquer avec la même qualité par la même manufacture.
Le 17 mai à 19h de chaque fuseau horaire, Sigur Rós lance le Valtari Hour, qui permet à tout le monde  d'écouter l'album entier pendant une heure en streaming.

## Liste des pistes
Toutes les chansons sont écrites et composées par Sigur Rós.
| Valtari | Valtari                      | Valtari                       | Valtari | Valtari | Valtari | Valtari | Valtari | Valtari | Valtari |
| No      | Titre                        | Traduction                    | Durée   |         |         |         |         |         |         |
| ------- | ---------------------------- | ----------------------------- | ------- | ------- | ------- | ------- | ------- | ------- | ------- |
| 1.      | Ég anda                      | Je respire                    | 6:15    |         |         |         |         |         |         |
| 2.      | Ekki múkk                    | Pas un bruit                  | 7:44    |         |         |         |         |         |         |
| 3.      | Varúð                        | Prudence                      | 6:37    |         |         |         |         |         |         |
| 4.      | Rembihnútur                  | (type de nœud très résistant) | 5:05    |         |         |         |         |         |         |
| 5.      | Dauðalogn (avec The Sixteen) | Calme plat                    | 6:37    |         |         |         |         |         |         |
| 6.      | Varðeldur (avec The Sixteen) | Feu de camp                   | 6:08    |         |         |         |         |         |         |
| 7.      | Valtari                      | Rouleau compresseur           | 8:19    |         |         |         |         |         |         |
| 8.      | Fjögur píanó                 | Quatre Pianos                 | 7:50    |         |         |         |         |         |         |
| 54:35   |                              |                               |         |         |         |         |         |         |         |

|  | Logn    | Calmez  |  |
|  | Kvistur | Branche |  |

À noter que Varðeldur est une version avec chœurs du titre Lúppulagið sorti en tant qu'inédit et générique de fin sur Inni.

## Supports
Valtari est disponible en trois formats principaux :
- Téléchargement (format de fichier suivant la plateforme choisie, le site officiel propose en MP3 320kb/s, ALAC ou FLAC)
- CD
- Double vinyle + CD

Des éditions limitées furent proposées sur le site officiel :
- Valtari dans l'un des trois formats + poster de l'artwork de Valtari format A2
- Valtari dans l'un des trois formats + t-shirt noir avec le bateau de Valtari en blanc
- Valtari dans l'un des trois formats + t-shirt noir avec le bateau de Valtari en blanc + poster de l'artwork de Valtari format A2
- Valtari dans l'un des trois formats + couverture 100 % laine islandaise 2,1 m x 1,3 m représentant le bateau de Valtari, limité à 300 exemplaires.
- Valtari dans l'un des trois formats + couverture 100 % laine islandaise 2,1 m x 1,3 m couleur marron/vert pale représentant le bateau de Valtari, limité à 300 exemplaires (livré six mois plus tard, en novembre 2012).

## Historique de sortie
- 23 mai 2012 chez EMI Music Japan au  Japon.
- 25 mai 2012 chez EMI en  Allemagne et en  Australie.
- 28 mai 2012 chez Capitol Records en  Europe sauf en Allemagne.
- 29 mai 2012 chez XL Recordings aux  États-Unis.
- 8 juin 2012 chez Gold Typhoon à  Taïwan

## Crédits
- Artwork par Ingibjörg Birgisdottir et Lilja Birgisdottir.
- Design par Sarah Hopper.
- Chansons publiées par Universal, écrites et produites par Sigur Rós (Jón Þór Birgisson, Georg Holm, Kjartan Sveinsson, Orri Páll Dýrason), production additionnelle et technique par Alex Somers.
  - Ég anda, Ekki múkk, Rembihnútur, Valtari, Fjögur píanó :
    - Enregistré au studio du groupe, Sundlaugin, par Birgir Jón Birgisson assisté par Elizabeth Carlsson au mixage.
    - Cordes arrangées et jouées par Amiina (María Huld Markan Sigfusdottir, Edda Rún Ólafsdóttir, Sólrún Sumarliðadóttir, Hildur Ársælsdóttir).

  - Varúð :
    - Enregistré au studio du groupe, Sundlaugin, par Birgir Jón Birgisson assisté par Elizabeth Carlsson au mixage sauf les cordes enregistrées au Greenhouse Studios par Valgeír Sigurðsson assisté de Paul Evans.
    - Cordes arrangées par Daníel Bjarnason et jouées par Una Sveinbjarnsdóttir, Pálina Árnadóttir, Þorunn Ósk Marinósdóttir, Margrét Árnadóttir et Borgar Magnason.
    - Chant par Hólmfriður Benedíktsdóttir, Hildur F.Hávarðsdóttir, Björg Garðursdóttir, Salka Þ Svanvítardóttir, Sóley M. Odle, Sóluzig M.Gurrarsdóttir, Brinhildur Melot et Hera Eiríksdóttir.

  - Dauðalogn et Varðeldur :
    - Enregistré au studio du groupe, Sundlaugin, par Birgir Jón Birgisson assisté par Elizabeth Carlsson au mixage sauf les chœurs enregistrés au Air Studios par Birgir Jón Birgisson et Ken Thomas et masterisé par Ted Jensen au Sterling Sound.
    - Chœurs The Sixteen dirigé par Eamonn Dougan.
    - Cordes arrangées et jouées par Amiina (María Huld Markan Sigfusdottir, Edda Rún Ólafsdóttir, Sólrún Sumarliðadóttir, Hildur Ársælsdóttir).

## Singles
Les singles de l'album Valtari ont été quelque peu anecdotiques, Sigur Rós s’étant orienté vers une communication particulièrement différente, le Valtari film experiment (voir paragraphe suivant), afin de promouvoir cet album.

### Ekki Múkk
Le premier single de l'album Valtari est Ekki Múkk, il sort le 21 avril 2012 en vinyle limité pour le Record Store Day 2012 en Europe.
| No | Titre            | Durée |
| -- | ---------------- | ----- |
| A. | Ekki Múkk        |       |
| B. | Kvistur (inédit) |       |

Le clip a été réalisé par Ingibjörg Birgisdóttir, une des sœurs de Jón Þór Birgisson, à partir de l'artwork qu'elle a réalisé pour l'album qu'elle a lentement animé.

### Varúð
Un vinyl limité à 1 500 exemplaires est sorti durant l'été 2012.
| No | Titre         | Durée |
| -- | ------------- | ----- |
| A. | Varúð         |       |
| B. | Logn (inédit) |       |

## Valtari film experiment
Le Valtari mystery film experiment est une expérience artistique que Sigur Rós a tenté en invitant une douzaine de réalisateurs, étendu finalement à quatorze, à créer des clips basés sur les musiques de l'album Valtari avec un budget restreint de 5000 dollars pour chacun d'eux. La particularité est que le groupe a voulu laisser une liberté totale aux réalisateurs et n'est donc pas intervenu dans le processus de création, et a même voulu ignorer tout des projets afin de garder le mystère. Ils sont rejoints par deux gagnants d'un concours de vidéos originales.
Les vidéos sortiront en DVD, Blu-ray et téléchargement le 11 février 2013 en Europe et le 15 mars 2013 aux États-Unis accompagnées de trois making-of.